# 電気保安法人
電気保安法人（でんきほあんほうじん）とは、自家用電気工作物の電気保安に関する業務を事業者等に代わり（外部委託を受けて）行うことが認められた日本の法人である。電気事業法施行規則に定められている。
電気保安法人との契約により、事業者等は直接に電気主任技術者を選任する必要が無くなる。2004年（平成16年）の電気事業法施行規則の改正により、一定の要件を満たす法人が参入できるようになった。

## 概要
日本の電気事業法では、事業者が設置する事業用電気工作物（自家用電気工作物を含む）の工事、維持及び運用に関する保安の監督をさせるため、原則として主任技術者免状の交付を受けている者のうちから、主任技術者を選任することが定められている。
しかし、事業用電気工作物の内、電気設備に関して以下のような自家用電気工作物の施設を設置する事業場については、電気保安法人または電気管理技術者に保安業務を委託し、さらに、経済産業大臣（または産業保安監督部長）の承認を受けることによって、主任技術者を選任しないことができる（電気事業法施行規則第52条2項）。これを外部委託承認という。
- 外部委託承認によって主任技術者を選任しないことのできる施設
  - 7000V以下で受電する需要設備
  - 出力2000kW未満の発電所（原子力発電所を除く）
  - 600V以下配電線路を管理する事業場

法人の要件は、電気事業法施行規則第52条の2・二号に定められている。

## 企業例
電気保安協会に加えて、以下の企業等が2004年の法令改正以降に電気保安法人となった。
- 日本テクノ
- エレックス極東
- NTTファシリティーズ